# Czyżkówko (stacja kolejowa)
Czyżkówko – zlikwidowana wąskotorowa stacja kolejowa na terenie Bydgoszczy, na osiedlu Czyżkówko, nad Kanałem Bydgoskim, należący do Bydgosko-Wyrzyskich Kolei Dojazdowych. Stację z powodu nierentowności trasy zamknięto w roku 1969, a ostatecznie zlikwidowano rok później. Nieistniejącemu już torowisku i stacji swoją nazwę zawdzięcza ulica Nad Torem.
W listopadzie 2021 w miejscu dawnego przystanku (funkcjonującego w tej lokalizacji w l. 1945-1969) ustawiono tablicę z jego nazwą.